# Boxdorf (Nürnberg)
Boxdorf  (fränkisch: Bogs-doaf)  gehört zur kreisfreien Stadt Nürnberg (Statistischer Stadtteil 7 – Nordwestliche Außenstadt).

## Geographie
Boxdorf liegt im Nordwesten des Nürnberger Stadtgebietes, unmittelbar westlich der autobahnähnlich ausgebauten Bundesstraße 4. Der Ort gehört noch zum westlichen Randbereich des Knoblauchslandes. Durch den Ort fließt der Bachgraben, der ein linker Zufluss der Gründlach ist.
Die Bundesstraße 4 tangiert den Ort östlich und verläuft zu einer Anschlussstelle der A 3 (2,2 km nördlich) bzw. an Buch vorbei zum Altstadtring in Nürnberg (6 km südöstlich). Die Kreisstraße N 3 verläuft nach Großgründlach (1 km westlich) bzw. nach Neunhof (1 km östlich). Eine Gemeindeverbindungsstraße verläuft nach Schmalau (1,5 km westlich) bzw. nach Kraftshof (1,7 km südöstlich). Eine weitere Gemeindeverbindungsstraße verläuft nach Braunsbach (1,7 km südlich).

## Geschichte
Der Ort gehörte vermutlich schon im 8. Jahrhundert zur Königsmark Fürth des Fränkischen Reichs. 1293 wurde ein „Chunradus de Pokkesdorf“ urkundlich erwähnt, was zugleich die erste urkundliche Erwähnung des Ortes ist. Die Urkunde ist im Nürnberger Urkundenbuch unter Nr. 853 aufgeführt. Die Übersetzung der lateinischen Urkunde lautet:

„Ich, Konrad Truchseß von Limburg und mit Frau Guta, meine Gemahlin, bekennen mit dieser Urkunde, dass wir unseren Hof in Leichendorf, den Konrad genannt von Boxdorf dort bewirtschaftet und besitzt, und der uns zu Eigentum gehört, verkauft haben mit allen seinen Zugehörungen an Feldern, Wiesen, Weiden, Wäldern und Hölzern, angebaut oder unbewirtschaftet, bekannt oder erst noch festzustellen, dem Ulrich genannt Haller, Bürger zu Nürnberg, und seinen Erben um 81 Pfund Haller, die wir von ihm vollständig empfangen haben.“

1342 wurde der Ort als „Pokstorf“ erwähnt, 1430 als „Bockstorff“. Das Bestimmungswort des Ortsnamens ist das mittelhochdeutsche Wort „bock“ (=Rehbock), der wohl als Beiname für den Gründer der Siedlung verwendet wurde.
Gegen Ende des 18. Jahrhunderts bestand Boxdorf aus 24 Anwesen und einem Gemeindehirtenhaus. Das Hochgericht übte die Reichsstadt Nürnberg aus, was aber vom brandenburg-bayreuthischen Oberamt Baiersdorf bestritten wurde. Die Dorf- und Gemeindeherrschaft hatte das Landpflegamt Nürnberg. Grundherren waren das Landesalmosenamt Nürnberg (1 Gut); die Nürnberger Eigenherren von Fürer (3 Güter, 1 Seldengut), von Grundherr (3 Güter, 2 Seldengüter), von Imhoff (1 Gut), von Kreß (2 Höfe, 5 Seldengüter, 2 Halbhöfe), von Löffelholz (1 Seldengut),  Burkhard v. Löffelholzscher Familienfideikommiß (1 Gut, 1 Seldengut) und von Viatis (1 Gut). Die Herrenhöfe verfügten jedoch offenbar nicht über Herrensitze.
Von 1797 bis 1810 unterstand der Ort dem Justiz- und Kammeramt Erlangen. 1810 kam Boxdorf zum Königreich Bayern. Im Rahmen des Gemeindeedikts wurde Boxdorf dem 1813 gebildeten Steuerdistrikt Buch und der im selben Jahr gegründeten Ruralgemeinde zugeordnet. Mit dem Zweiten Gemeindeedikt (1818) entstand die Ruralgemeinde Boxdorf, zu der Herboldshof und Steinach gehörten. Sie war in Verwaltung und Gerichtsbarkeit dem Landgericht Erlangen zugeordnet und in der Finanzverwaltung dem Rentamt Erlangen. In der freiwilligen Gerichtsbarkeit unterstanden 5 Anwesen von 1823 bis 1835 dem Patrimonialgericht (PG) Boxdorf, 1 Anwesen von 1822 bis 1827 dem PG Buch, 5 Anwesen von 1822 bis 1836 dem PG Haimendorf, 5 Anwesen von 1802 bis 1846 dem PG Neunhof, 2 Anwesen von 1821 bis 1835 dem PG Steinach und 1 Anwesen bis 1812 und von 1823 bis 1835 dem PG Zerzabelshof. Ab 1862 gehörte Boxdorf zum Bezirksamt Fürth (1939 in Landkreis Fürth umbenannt) und zum Landgericht Fürth (ab 1876 Stadt- und Landgericht Fürth, 1879 in das Amtsgericht Fürth umgewandelt), seit 1972 ist das Amtsgericht Nürnberg zuständig. Die Finanzverwaltung wurde 1871 vom Rentamt Fürth übernommen (1919 in Finanzamt Fürth umbenannt), seit 1972 ist das Finanzamt Nürnberg zuständig. Die Gemeinde hatte 1964 eine Gebietsfläche von 5,112 km².
Am 30. Juni 1972 wurde die Gemeinde Boxdorf im Rahmen der Gebietsreform in Bayern aufgelöst: Herboldshof und Steinach wurden nach Fürth eingegliedert und Boxdorf nach Nürnberg. Der letzte Bürgermeister vor der Eingemeindung war Alfred Rohrmüller.

### Baudenkmäler
- Boxdorfer Hauptstraße 1: Zugehörige Fachwerkscheune auf Sandsteinsockel; wohl erste Hälfte des 19. Jahrhunderts; Satteldach.[12]
- Boxdorfer Hauptstraße 18: Zweigeschossiges massives, verputztes Wohnhaus, um 1905, mit Krüppelwalmdach; offener Holzdachreiter mit Kuppeldach. Großer Giebelerker mit Jugendstilfachwerk.[12]
- Erich-Ollenhauer-Straße 1: Zugehörige Fachwerkscheune des 18. Jahrhunderts; zum Teil verbrettert. Satteldach.[12]
- Hasengasse 7: Bauernhaus
- Hasengasse 9: Ehemaliges Bauernhaus
- Steinacher Straße 8: Hofanlage
- Steinacher Straße 12: Ehemaliges Wohnstallhaus

### Einwohnerentwicklung
Gemeinde Boxdorf
| Jahr      | 1818   | 1840   | 1852   | 1855   | 1861   | 1867   | 1871   | 1875   | 1880   | 1885   | 1890   | 1895   | 1900   | 1905   | 1910   | 1919   | 1925   | 1933   | 1939   | 1946   | 1950   | 1952   | 1961  | 1970   |
| Einwohner | 255    | 323    | 340    | 353    | 370    | 363    | 373    | 405    | 439    | 442    | 456    | 465    | 549    | 544    | 529    | 496    | 549    | 662    | 721    | 867    | 933    | 953    | 1212  | 2711   |
| Häuser    | 52     | 57     |        |        |        |        | 66     |        |        | 79     | 77     |        | 86     |        |        |        | 91     |        |        |        | 115    |        | 204   |        |
| Quelle    | [ 14 ] | [ 15 ] | [ 16 ] | [ 16 ] | [ 17 ] | [ 18 ] | [ 19 ] | [ 20 ] | [ 21 ] | [ 22 ] | [ 23 ] | [ 16 ] | [ 24 ] | [ 16 ] | [ 25 ] | [ 16 ] | [ 26 ] | [ 16 ] | [ 16 ] | [ 16 ] | [ 27 ] | [ 16 ] | [ 9 ] | [ 28 ] |

Ort Boxdorf
| Jahr      | 001818 | 001840 | 001861 | 001871 | 001885 | 001900 | 001925 | 001950 | 001961 | 001970 | 001987 | 002015 |
| Einwohner | 150    | 212    | 239    | 261    | 318    | 419    | 418    | 700    | 1014   | 2493   | 2474   | 2835   |
| Häuser    | 32     | 38     |        |        | 56     | 62     | 67     | 88     | 171    |        | 644    |        |
| Quelle    | [ 14 ] | [ 15 ] | [ 17 ] | [ 19 ] | [ 22 ] | [ 24 ] | [ 26 ] | [ 27 ] | [ 9 ]  | [ 28 ] | [ 29 ] | [ 1 ]  |

## Religion
Der Ort ist seit der Reformation evangelisch-lutherisch geprägt und war ursprünglich nach St. Georg (Nürnberg-Kraftshof) gepfarrt, heute ist die Pfarrei Zum Guten Hirten (Boxdorf) zuständig. Die Einwohner römisch-katholischer Konfession sind nach St. Thomas (Boxdorf) gepfarrt.

## Vereine
Der größte Verein in Boxdorf ist der ASC Boxdorf mit einem breiten Sportangebot und dem Schwerpunkt Fußball. Außerdem werden Tischtennis, Volleyball, Wandern, Laufen, Judo, Ju-Jutsu, Taekwondo, Kickboxen, Rock'n'Roll, Gymnastik, Tennis und Theater angeboten.
Weiterhin gibt es den Schützenverein Gut Schuß Boxdorf; hier wurde bis zum Jahresende 2013 Schießen mit Luftdruckwaffen (Luftgewehr, Luftpistole, 5-schüssige Pistole) und Bogenschießen angeboten. Seit 2014 wird nur noch Bogenschießen angeboten. Der Verein schießt unter anderem in der 1. Bundesliga Bogenschießen Gruppe Süd.
Die Freiwillige Feuerwehr wurde 1884 gegründet.

## Wirtschaft
Bedeutende Unternehmen mit Sitz in Boxdorf sind
- das Tagungshotel Schindlerhof
- die SoftMaker Software GmbH